# No Angels
No Angels – niemiecki girlsband tworzący muzykę pop, powstały w programie telewizyjnym Popstars w 2000 roku.

## Historia zespołu

### 2001: Początek
Ich pierwszy singel Daylight In Your Eyes stał się przebojem w wielu krajach europejskich. Piosenka po 2 dniach sprzedaży w Niemczech zdobyła miano złotej płyty. Niebawem, w marcu 2001 ukazała ich debiutancka płyta Elle'ments. Album cieszył się ogromną popularnością w Niemczech i Austrii. Drugi singel Rivers of joy nie odniósł takiego sukcesu jak pierwszy singel (ulokował się na 7 miejscu). Dziewczyny nagrały piosenkę i teledysk do coveru There must be an angel, który stał się wielkim hitem i znalazł się ostatecznie na pierwszym miejscu list przebojów w Niemczech. Następnie ukazał się singel When the angels sing/Atlantis (5 miejsce).Atlantis był przewodnią piosenką do bajki Atlantyda. Zaginiony ląd Walt Disney Animation Studios. W grudniu ukazała się reedycja płyty Elle'ments (winter edition) z bonusowymi piosenkami takimi jak: 100% emotional, There must be an angel czy What am i supposed to do.

### 2002: Now...us!
W 2002 zespół No Angels wydał nowy krążek Now... Us!. Jest to płyta, która w założeniu miała być odejściem od popu, na rzecz nieco bardziej ambitnej muzyki, z wpływami soulu, wzbogaconej o ballady i r'n'b. Dziewczyny same skomponowały piosenki, między innymi Come Back, Shield Against My Sorrow, Stay, Say Goodbye i Something about us. Album promował klip do piosenki Something about us, która zdobyła dużo wyróżnień, a także 1 miejsce na listach przebojów. W sierpniu ukazał się nowy singel Still in love with you. Pod koniec roku ukazały się dwa następne single Let's go to bed i cover All cried out, które nie odniosły wielkiego sukcesu. Dziewczyny wydały reedycję płyty Now..us! (winter editon) z bonusami: Three words czy All cried out, a także nagrały swoje hity w aranżacji big band. W grudniu ukazała się płyta i DVD When the angels swing

### 2003: Pożegnanie
Ich trzecia płyta Pure ukazała się we wrześniu 2003. W tym samym roku odeszła z zespołu Jessica Whals (z powodu macierzyństwa i planowanej kariery solowej). Dziewczyny przygotowały 13 piosenek, w tym cztery, w których poszczególne członkinie No Angels zaśpiewały solo. Album promował klip do piosenki No Angel (it's all in your mind), który zdobył 1 miejsce na listach niemieckich. W sierpniu ukazał się następny singel Someday, który trafił na 5 miejsce list przebojów, a pod koniec września zespół nakręcił teledysk do Feelgood lies. W planach był także klip i singel do Eleven out of ten, jednak nigdy te zamiary nie zostały zrealizowane. No Angels postanowiło zakończyć działalność.
W wigilię 2003 ukazał się album The Best of No Angels, z którego pochodzi ostatni singel Reason (nowa wersja piosenki That's the reason z albumu Elle'ments).
Dziewczyny rozpoczęły kariery solowe, z czego jedynie piosenka Sandy Unnatural blonde odniosła jakikolwiek sukces, znajdując się w TOP 10 niemieckiej listy przebojów.

### 2007: Powrót
W 2007 dziewczyny z No Angels w składzie: Jess, Sandy, Nadja i Lucy powróciły z nowym albumem. Vanessa zrezygnowała z powrotu na rzecz kariery solowej, uznając, że zespół muzycznie ją ogranicza. Płyta Destiny ukazała się w marcu, pierwszym singlem promującym nowy album był utwór Goodbye to yesterday. Kolejnymi singlami były Maybe z bonusową piosenką Secret's out oraz Amaze Me/Teardrops (ukazany w dwóch wersjach).
W grudniu dziewczyny nagrały piosenkę Life is a miracle, promującą bajkę Warner Bros. Kleiner DoDo.

### 2008: Eurowizja
W 2008 zespół No Angels wziął udział w niemieckich preselekcjach do konkursu Eurowizji 2008, który odbył się w Belgradzie. Dziewczyny zaprezentowały piosenkę Disappear, do której w styczniu został nagrany teledysk. 29 lutego wydany został singel pod tym samym tytułem, a 14 marca ukazała się reedycja płyty Destiny z DVD. No Angels wygrały rywalizację o przepustkę na konkurs Eurowizji w Serbii i reprezentowały Niemcy na konkursie 24 maja 2008. W konkursie zajęły 23 miejsce, zdobywając 14 punktów. 12 maja ukazała się płyta Very best of, wydana w krajach europejskich oprócz Niemiec.

### 2009: Skandal
11 kwietnia 2009 Nadja Benaissa została we Frankfurcie aresztowana przez niemiecką policję pod zarzutem zarażenia trzech mężczyzn wirusem HIV. Po 10 dniach spędzonych w areszcie śledczym wyszła na wolność.

### 2009: Nowy album
Latem pojawił się nowy singel promujący album. Piosenka One life była jednocześnie jednym z ostatnich nagranych utworów. Nie odniosła sukcesu, zajmując 15. miejsce w Niemczech. Jesienią ukazał się nowy album Welcome to the dance, na okładce którego dziewczyny prezentowały się na tle dużych liter DANCE, w różowych strojach i z nowym logo zespołu, co wzbudziło mieszane uczucia fanów. Album był bardzo taneczny i przebojowy, jednak zajął 26. miejsce na liście przebojów. Dziewczyny promowały album w wielu programach, jak i rozgłośniach muzycznych, jednak nieskutecznie. W planach było wydanie kolejnego singla – ballady Derailed, jednak z niewiadomych powodów wytwórnia wstrzymała się z zarówno dystrybucją piosenki, jak również z promocją albumu.

### 2010: Proces sądowy Nadji
W połowie sierpnia 2010 Nadja Benaissa przyznała przed sądem w Darmstadt, że uprawiała seks bez zabezpieczeń, mimo że wiedziała, iż jest nosicielką wirusa HIV. Była oskarżona o „niebezpieczne uszkodzenie ciała”. Prokurator oskarżył ją o to, że w latach 2004 i 2006 uprawiała seks bez zabezpieczeń z trzema mężczyznami, których wcześniej nie poinformowała o fakcie, że jest nosicielką. W 2004 co najmniej jeden z nich zaraził się wirusem HIV. Groziło jej od 6 miesięcy do 10 lat pozbawienia wolności. Ostatecznie została skazana na 2 lata pozbawienia wolności w zawieszeniu oraz 300 godzin prac społecznych. Po ogłoszeniu wyroku wokalistka odeszła z zespołu.

## Skład zespołu
- Vanessa Petruo (2000–2003)
- Nadja Benaissa (2000–2003, 2007–2010; 2021-aktualnie)
- Sandy Mölling (2000–2003, 2007–2011; 2021-aktualnie)
- Jessica Wahls (2000–2003, 2007–2011; 2021-aktualnie)
- Lucy Diakovska (2000–2003, 2007–2011; 2021-aktualnie)

## Dyskografia

### Albumy
Studyjne
| Rok  | Album                                                                                                  | Pozycje na listach | Pozycje na listach | Pozycje na listach | Certyfikaty                                                                                   |
| Rok  | Album                                                                                                  | GER                | AUT                | SWI                | Certyfikaty                                                                                   |
| ---- | --- | ------------------ | ------------------ | ------------------ | --------------------------------------------------------------------------------------------- |
| 2001 | Elle'ments - Pierwszy album studyjny - Wydany: 12 marca 2001 - Formaty: CD                             | 1                  | 1                  | 1                  | IFPI Niemcy: 3,5x Platyny IFPI Austria: Platyna IFPI Szwajcaria: Platyna IFPI Europa: Platyna |
| 2002 | Now ... Us! - Drugi album studyjny - Wydany: 24 czerwca 2002 - Formaty: CD                             | 1                  | 2                  | 4                  | IFPI Niemcy: Platyna IFPI Austria: Złoto IFPI Szwajcaria: Złoto                               |
| 2003 | Pure - Trzeci album studyjny - Wydany: 25 sierpnia 2003 - Formaty: CD                                  | 1                  | 2                  | 9                  | IFPI Niemcy: Złoto IFPI Austria: Złoto IFPI Szwajcaria: Złoto                                 |
| 2007 | Destiny - Czwarty album studyjny - Wydany: 13 kwietnia 2007 - Formaty: CD, Digital Download            | 4                  | 14                 | 22                 | IFPI Niemcy: - IFPI Austria: - IFPI Szwajcaria: -                                             |
| 2009 | Welcome to the Dance - Piąty album studyjny - Wydany: 11 września 2009 - Formaty: CD, Digital Download | 26                 | 65                 | 95                 | IFPI Niemcy: - IFPI Austria: - IFPI Szwajcaria: -                                             |
| 2021 | 20 - Szósty album studyjny - Wydany: 4 czerwca 2021 - Formaty: CD, Digital Download                    | TBR                | TBR                | TBR                |                                                                                               |

Kompilacje
| Rok  | Album                                                                           | Pozycje na listach | Pozycje na listach | Pozycje na listach | Certyfikaty                                             |
| Rok  | Album                                                                           | GER                | AUT                | SWI                | Certyfikaty                                             |
| ---- | ------------------------------------------------------------------------------- | ------------------ | ------------------ | ------------------ | ------------------------------------------------------- |
| 2003 | The Best of No Angels - Kompilacja hitów - Wydany: 1 grudnia 2003 - Formaty: CD | 5                  | 17                 | 58                 | IFPI Niemcy: Zloto - IFPI Austria: - IFPI Szwajcaria: - |

### Single
| 2001 | "Daylight in Your Eyes"                               | Elle'ments                          | 1  | 1  | 1  | 1  | 3   | 20 |
| 2001 | "Rivers of Joy"                                       | Elle'ments                          | 7  | 11 | 10 | –  | 18  | –  |
| 2001 | "There Must Be an Angel"                              | Elle'ments                          | 1  | 1  | 2  | –  | 1   | 36 |
| 2001 | "When the Angels Sing"/"Atlantis" (featuring Donovan) | Elle'ments / Now ... Us!            | 5  | 5  | 16 | –  | 12  | –  |
| 2002 | "Something about Us"                                  | Now ... Us!                         | 1  | 1  | 11 | –  | 3   | 57 |
| 2002 | "Still in Love with You"                              | Now ... Us!                         | 2  | 4  | 10 | –  | 8   | 37 |
| 2002 | "Let's Go to Bed" (feat. Mousse T)                    | Now ... Us!                         | 12 | 46 | –  | –  | 50  | 64 |
| 2002 | "All Cried out"                                       | Now ... Us! / When the Angels Swing | 18 | 23 | 56 | –  | 70  | –  |
| 2003 | "No Angel (It's All in Your Mind)"                    | Pure                                | 1  | 10 | 46 | –  | 4   | 25 |
| 2003 | "Someday"                                             | Pure                                | 5  | 16 | 36 | –  | 16  | 35 |
| 2003 | "Feelgood Lies"                                       | Pure                                | 3  | 12 | 29 | –  | 12  | 36 |
| 2003 | "Reason"                                              | The Best of No Angels               | 9  | 12 | 28 | –  | 42  | 54 |
| 2007 | "Goodbye to Yesterday"                                | Destiny                             | 4  | 21 | 16 | –  | 19  | –  |
| 2007 | "Maybe"                                               | Destiny                             | 36 | 62 | –  | –  | 130 | –  |
| 2007 | "Amaze Me"/"Teardrops"                                | Destiny                             | 25 | –  | –  | 34 | 88  | –  |
| 2008 | "Disappear"                                           | Destiny (reedycja)                  | 4  | 37 | 96 | –  | 21  | –  |
| 2009 | "One Life"                                            | Welcome to the Dance                | 15 | 29 | –  | –  | 114 | –  |